# Luis Liberman Ginsburg
Luis Liberman Ginsburg (San José, 1 de agosto de 1946) es un político, economista y banquero costarricense, fue segundo vicepresidente de la República de Costa Rica entre mayo de 2010 y mayo de 2014. Anteriormente se desempeñó como gerente general del Banco Scotiabank en Costa Rica.
Luis Liberman es hijo de Rodolfo Liberman Schlesinger y de Bluma Ginsburg Blachasezyk, ciudadanos de origen judío, emigrantes del pueblo de Censbachawa, Polonia, como consecuencia de la ocupación Nazi de ese país. Se egresó de secundaria del centenario y benemérito Liceo de Costa Rica, en el año de 1963. Contrajo matrimonio con Patricia Loterstein, el 4 de diciembre de 1974, en Columbia, Washington y tienen tres hijos, Vivian, Sergio y Marcos Liberman Loterstein. Es vecino de San Rafael de Escazú. Tiene un doctorado en economía de la Universidad de Illinois donde ejerció como profesor, así como fue profesor de economía en la Universidad de Costa Rica. Fundó el Banco Interfin del cual fue Gerente General, este fue absorbido por el Banco Scotiabank del cual fue nombrado Gerente General para Costa Rica el 28 de julio del 2006.

## Cargos públicos
- Asesor del Presidente de la República.
- Asesor de la Oficina Nacional de Planificación.
- Viceministro de Hacienda.
- Miembro de la Junta Directiva del Instituto Costarricense de Electricidad.
- Miembro de la Junta Directiva de la Compañía Nacional de Fuerza y Luz.